# Haut Atlas Oriental Nationalpark
Haut Atlas Oriental Nationalpark (fransk: Parc National du Haut Atlas Oriental) ligger i det centrale Marokko. i og nær den østlige del af bjergkæden Høje Atlas, og har et areal på 490 km².  800 hektar ved søerne søer Isli og Tislit i den vestlige del a af parken har siden 2005 været beskyttet Ramsarområde..
Parken blev oprettet for at bevare kulturelle værdier og dens bestande af mankefår (Ammotragus lervia), Cuviergazelle, fugle, amfibier, krybdyr og vegetation.
Det oprindelige forslag til nationalpark omfattede 552 km² i Høje Atlas mellem byerne Midelt og Er Rachidia . Bjerggrunden består af kalksten med nogle indslag af vulkansk aktivitet. Området spænder i højde fra 1.645 m i wadien Oued Arheddou til 3.110 m på toppen af Jbel Tanrhourt. I den vestlige ende ligger de to søer Isli og Tislit, nær Imilchil. De nordlige skråninger har en årlig nedbør på 400–600   mm, og er skovbevoksede, mens de sydlige skråninger er tørre og kun får 200–300   mm, og er mere åbne. Der er rigelig og langvarig sne i højderne. På den nordlige side består af tætte skove med cedertræ ( Cedrus atlantica ) og fyr ( Pinus pinaster maghrebiana ), eg ( Quercus rotundifolia ), åbne områder med spansk enebær (Juniperus thurifera) og i lavere højder nogle Aleppo-fyr (Pinus halepensis).
Bjergtoppene og de høje plateauer understøtter en tørketålende (xerophytisk) steppevegetation, og der er nogle græsarealer i vådere områder. På de sydlige skråninger forsvinder cedertræskoven, men sparsom eg og fyrreskov vedvarer. Steppevegetation i de lavere højder. er overvejende domineret af Stipa tenacissima en art i fjergræs-slægten.